# Línea 34 (EMT Madrid)
La línea 34 de la EMT de Madrid une la plaza de Cibeles con el barrio de Las Águilas, en el distrito de Latina.

## Características
La línea atraviesa ejes viarios importantes como el paseo de las Acacias o la calle General Ricardos, eje vertebrador de Carabanchel Bajo. Se sirve con autobuses articulados.
El 26 de mayo de 2014, cambia el nombre de la cabecera de General Fanjul, nombre antiguo de la Avenida de Las Águilas, por "Las Águilas".
Desde 2017 es la línea más usada de toda la red, con casi 9 millones de viajeros en 2019.

### Frecuencias
| Lunes a viernes laborables |               |
| De 6:00 a 7:00             | 5-12 minutos  |
| De 7:00 a 20:00            | 5-8 minutos   |
| De 20:00 a 23:00           | 7-15 minutos  |
| Sábados laborables         |               |
| De 6:00 a 10:00            | 9-20 minutos  |
| De 10:00 a 21:00           | 9-12 minutos  |
| De 21:00 a 23:00           | 9-17 minutos  |
| Domingos y festivos        |               |
| De 7:00 a 9:00             | 11-20 minutos |
| De 9:00 a 20:00            | 10-14 minutos |
| De 20:00 a 23:00           | 12-20 minutos |

## Recorrido y paradas

### Sentido Las Águilas
La línea inicia su recorrido en la Plaza de Cibeles, en las dársenas situadas junto al Paseo del Prado, por el que sale para empezar su recorrido.
Al final del Paseo del Prado llega a la Plaza del Emperador Carlos V, donde sale por la Ronda de Atocha, que recorre entera así como su continuación, Ronda de Valencia, hasta llegar a la Glorieta de Embajadores, que atraviesa saliendo por el paseo de las Acacias, que recorre entero hasta la Glorieta de las Pirámides.
En este punto franquea el río Manzanares por un puente paralelo al Puente de Toledo hasta llegar a la Glorieta del Marqués de Vadillo, donde toma la salida de la calle General Ricardos, por la que se adentra en Carabanchel Bajo.
Recorre esta calle entera hasta que desemboca en la calle Eugenia de Montijo, por la que circula hasta pasar la intersección con la Avenida de los Poblados, donde se desvía a la derecha por la Ronda de Don Bosco, que recorre hasta la intersección con la calle Joaquín Turina, por la que circula a continuación girando a la derecha.
Al llegar al final de la calle Joaquín Turina, la línea se desvía por la calle del General Millán Astray, que recorre entera hasta la intersección con la calle Blas Cabrera, girando a la izquierda para incorporarse a ésta adentrándose en la Colonia San Ignacio de Loyola.
Dentro de esta colonia circula por las calles Blas Cabrera, Oliva de Plasencia y Mirabel, al final de la cual sale a la Avenida de Las Águilas, donde tiene su cabecera frente al número 20.
| Código | Parada                                | Común con                 | Conexiones con Metro y Cercanías | Otros |
| ------ | ------------------------------------- | ------------------------- | -------------------------------- | ----- |
| 74     | CIBELES (dársenas junto Pº Prado)     |                           | Banco de España                  |       |
| 77     | Neptuno                               | 10 14 27 37 45 001 C03    |                                  |       |
| 79     | Museo del Prado-Jardín Botánico       | 10 14 27 37 45 001 C03    |                                  |       |
| 81     | Prado-Atocha                          | 10 14 27 37 45 001 C03 E1 | Estación del Arte                |       |
| 83     | Reina Sofía                           | 27 C1 C03                 | Atocha                           |       |
| 84     | Teatro Circo Price                    | 27 36 41 119 C1 C03       |                                  |       |
| 320    | Embajadores-Ronda de Valencia         | 36 41 119 C1 C03 VAC-246  | Embajadores                      |       |
| 322    | Embajadores-Acacias                   | 36 119                    |                                  |       |
| 324    | Acacias                               | 36 62 116 118 119         | Acacias                          |       |
| 326    | Olmos                                 | 36 62 116 118 119         |                                  |       |
| 4669   | Pirámides Cercanías                   | 36 62 116 118 119         |                                  |       |
| 327    | Pirámides                             | 36 62 116 118 119         | Pirámides                        |       |
| 329    | Marqués de Vadillo                    | 35 118 119                | Marqués de Vadillo               |       |
| 5624   | General Ricardos-Iglesia              | 35 118 119                |                                  |       |
| 4239   | General Ricardos-Comandante Fontanes  | 35 118 119                |                                  |       |
| 5560   | General Ricardos-Camino Viejo Leganés | 35 118 119                |                                  |       |
| 3032   | Urgel                                 | 35 118 119                | Urgel                            |       |
| 337    | Clarisas                              | 35 118                    |                                  |       |
| 4078   | Oporto                                | 35                        | Oporto                           |       |
| 4670   | Puerta Bonita                         | 35                        |                                  |       |
| 341    | Plaza Vista Alegre                    | 35                        |                                  |       |
| 343    | General Ricardos-Marcelino Camacho    | 35                        |                                  |       |
| 345    | Plaza de la Palmera                   |                           |                                  |       |
| 347    | General Ricardos-Eugenia de Montijo   |                           |                                  |       |
| 349    | Colonia de la Prensa                  |                           |                                  |       |
| 351    | Eugenia de Montijo-Fátima             |                           |                                  |       |
| 353    | Plaza del Parterre                    | 139                       |                                  |       |
| 354    | Ronda de Don Bosco                    |                           |                                  |       |
| 355    | Polvoranca                            | 486                       |                                  |       |
| 357    | Joaquín Turina-Las Cruces             | 486                       |                                  |       |
| 3817   | Joaquín Turina-Parque de las Cruces   | 486                       |                                  |       |
| 4204   | Joaquín Turina-La Fortuna             |                           |                                  |       |
| 359    | Colonia Aviación                      | 155 483 487               |                                  |       |
| 361    | Millán Astray                         | 155 483 487               |                                  |       |
| 363    | Mercado Las Águilas                   |                           |                                  |       |
| 365    | Blas Cabrera-Rafael Finat             | 17 139                    |                                  |       |
| 367    | Blas Cabrera-Oliva de Plasencia       |                           |                                  |       |
| 368    | Oliva de Plasencia                    |                           |                                  |       |
| 369    | Cuacos de Yuste                       |                           |                                  |       |
| 371    | Las Águilas-Cercanías                 | 17                        | Las Águilas                      |       |
| 373    | LAS ÁGUILAS                           |                           |                                  |       |

### Sentido Plaza de Cibeles
La línea inicia su recorrido en la Avenida de Las Águilas frente al número 20 e inicia su recorrido dirigiéndose hacia el oeste por esta avenida.
El recorrido de vuelta es igual al de ida en sentido contrario hasta llegar al final de la calle Joaquín Turina, donde se dirige recta por la calle Eugenia de Montijo en vez de circular por la Ronda de Don Bosco.
De nuevo es igual hasta la Glorieta del Marqués de Vadillo, desde la cual sale por un túnel que franquea el río Manzanares saliendo a la Glorieta de Pirámides.
A partir de aquí el recorrido es igual al de ida pero en sentido contrario hasta la cabecera en la Plaza de Cibeles.
| Código | Parada                                | Común con                         | Conexiones con Metro y Cercanías | Otros |
| ------ | ------------------------------------- | --------------------------------- | -------------------------------- | ----- |
| 373    | LAS ÁGUILAS                           |                                   |                                  |       |
| 372    | Las Águilas-Cercanías                 | 17                                | Las Águilas                      |       |
| 370    | Cuacos de Yuste                       |                                   |                                  |       |
| 374    | Oliva de Plasencia                    | 39 138                            |                                  |       |
| 585    | Blas Cabrera-Oliva de Plasencia       | 17 138 139                        |                                  |       |
| 366    | Blas Cabrera-Rafael Finat             | 17 39 138 139                     |                                  |       |
| 364    | Mercado Las Águilas                   |                                   |                                  |       |
| 362    | Millán Astray                         | 155 483 487                       |                                  |       |
| 360    | Colonia Aviación                      | 155 483 487                       |                                  |       |
| 4205   | Joaquín Turina-La Fortuna             |                                   |                                  |       |
| 3818   | Joaquin Turina-Parque de las Cruces   | 486                               |                                  |       |
| 358    | Joaquin Turina-Las Cruces             | 486                               |                                  |       |
| 356    | Polvoranca                            | 139 486                           |                                  |       |
| 376    | Plaza de la Emperatriz                | 35 47 139                         |                                  |       |
| 378    | Plaza del Parterre                    | 35 47 139 481 482 486 491 492 493 |                                  |       |
| 352    | Eugenia de Montijo-Fátima             |                                   |                                  |       |
| 350    | Colonia de la Prensa                  |                                   |                                  |       |
| 348    | General Ricardos-Eugenia de Montijo   |                                   |                                  |       |
| 346    | Plaza de la Palmera                   |                                   |                                  |       |
| 344    | General Ricardos-Marcelino Camacho    |                                   |                                  |       |
| 342    | Plaza Vista Alegre                    | 35                                |                                  |       |
| 4671   | Puerta Bonita                         | 35                                |                                  |       |
| 340    | Oporto                                | 35                                | Oporto                           |       |
| 338    | Clarisas                              | 35                                |                                  |       |
| 336    | Urgel                                 | 35 119                            | Urgel                            |       |
| 334    | General Ricardos-Camino Viejo Leganés | 35 118 119                        |                                  |       |
| 5625   | General Ricardos-Comandante Fontanes  | 35 118 119                        |                                  |       |
| 331    | General Ricardos-Iglesia              | 35 118 119                        |                                  |       |
| 330    | Marqués de Vadillo                    | 35 118 119                        | Marqués de Vadillo               |       |
| 328    | Pirámides                             | 36 62 116 118 119                 | Pirámides                        |       |
| 380    | Pirámides Cercanías                   | 36 62 116 118 119                 |                                  |       |
| 381    | Olmos                                 | 36 62 116 118 119                 |                                  |       |
| 325    | Acacias                               | 36 62 116 118 119                 | Acacias                          |       |
| 323    | Embajadores-Acacias                   | 36 119                            |                                  |       |
| 321    | Embajadores-Ronda de Valencia         | 36 41 119 C03 VAC-246             | Embajadores                      |       |
| 85     | Teatro Circo Price                    | 27 36 41 119 C2 C03               |                                  |       |
| 4985   | Reina Sofía                           | C2 C03                            | Atocha                           |       |
| 82     | Prado-Atocha                          | 10 14 27 37 45 001 C03 E1         | Estación del Arte                |       |
| 5511   | Museo Del Prado-Jardín Botánico       | 10 14 27 37 45 001 C03            |                                  |       |
| 78     | Neptuno                               | 10 14 27 37 45 001 C03            |                                  |       |
| 74     | CIBELES (dársenas junto Pº Prado)     |                                   | Banco de España                  |       |

## Galería de imágenes

Mapa zonal de la estación de metro de Embajadores con los recorridos de las líneas de autobuses, entre las que aparece el 34.
Mapa zonal de la estación de metro de Acacias con los recorridos de las líneas de autobuses, entre las que aparece el 34.